# Sàjino
Sàjino (en rus: Сажино) és un poble del krai de Perm, a Rússia, que en el cens del 2010 tenia 130 habitants.